# 布尔加罗格拉索
布尔加罗格拉索（義大利語：Bulgarograsso），是意大利科莫省的一个市镇。总面积3平方公里，人口3849人，人口密度1283.0人/平方公里（2009年）。ISTAT代码为013034。